# .im
.im este un domeniu de internet de nivel superior, pentru Insula Man (ccTLD).